# Teatro Elitch
El Teatro Elitch (en inglés: Elitch Theatre) se encuentra en el sitio original Elitch Gardens en el noroeste de Denver, Colorado al oeste de los Estados Unidos. Inaugurado en 1890, fue pieza central del parque que fue el primer zoológico al oeste de Chicago. El teatro fue el primer recinto teatral profesional de Denver, que sirvió como el hogar de la primera y más antigua compañía de teatro de verano de los Estados Unidos a partir de 1893 hasta la década de 1960. Las primeras películas en el oeste de Estados Unidos, se mostraron allí en 1896.